# 고베 시립 박물관 협박 사건
고베 시립 박물관 협박 사건 는 일본에서 일어난 사건이다.

## 요약
2013년에 고베 시립 박물관에서 중국의 문화재 전시회 개최를 준비하고 있었던 것에 대해 “센카쿠 제도 문제를 이유로 연기를 요구했다. 연기하지 않으면 거리 선차의 항의 활동을 한다고 전화로 위협했다.2월 2일부터 4월 7일까지, 10회에 걸쳐 35대의 거리 선차로 박물관 첨부 이로 항의를 한 사람은 효고현 경찰에 체포됐다.
2013년 11월 11일에 이 사건의 재판의 판결이 이뤄졌다. 거기서는 이 항의를 한 사람은 징역이 되었다.재판관은 이 항의를 한 사람은 폭력적인 일을 하는 것처럼 말했기 때문에 공포를 주고 있었다고 해도 공포의 정도는 작고, 거기로부터의 결과도 작다고 여겨졌다.